# Giro di Svizzera 1958
Il Giro di Svizzera 1958, ventiduesima edizione della corsa, si svolse dall'11 al 18 giugno 1958 per un percorso di 1 511 km, con partenza e arrivo a Zurigo. Il corridore italiano Pasquale Fornara si aggiudicò la corsa concludendo in 40h39'41".
Dei 56 ciclisti alla partenza arrivarono al traguardo in 43, mentre 16 si ritirarono.

## Tappe
| Tappa  | Data      | Percorso                                  | km    | Vincitore di tappa | Leader cl. generale |
| ------ | --------- | ----------------------------------------- | ----- | ------------------ | ------------------- |
| 1ª     | 11 giugno | Zurigo > Bregenz (AUT)                    | 163   | Nino Defilippis    | Nino Defilippis     |
| 2ª     | 12 giugno | Bregenz (AUT) > Rheinfelden               | 244   | Rino Benedetti     | Rino Benedetti      |
| 3ª     | 13 giugno | Rheinfelden > Soletta (cron. individuale) | 82    | Pasquale Fornara   | Pasquale Fornara    |
| 4ª     | 14 giugno | Soletta > Berna                           | 234   | Rino Benedetti     | Nino Defilippis     |
| 5ª     | 15 giugno | Berna > Sierre                            | 202   | Désiré Keteleer    | Hans Junkermann     |
| 6ª     | 16 giugno | Sierre > Lugano                           | 185   | Pasquale Fornara   | Nino Catalano       |
| 7ª     | 17 giugno | Lugano > Klosters                         | 190   | Hans Junkermann    | Pasquale Fornara    |
| 8ª     | 18 giugno | Klosters > Zurigo                         | 211   | Peter Tiefenthaler | Pasquale Fornara    |
| Totale | Totale    | Totale                                    | 1 511 |                    |                     |

## Dettagli delle tappe

### 1ª tappa
- 11 giugno: Zurigo > Bregenz (AUT) – 163 km

Risultati
| Pos. | Corridore       | Squadra  | Tempo    |
| ---- | --------------- | -------- | -------- |
| 1    | Nino Defilippis | Carpano  | 4h16'20" |
| 2    | Heinz Müller    | Feru-Hag | s.t.     |
| 3    | Erwin Schweizer | Cilo     | s.t.     |

### 2ª tappa
- 12 giugno: Bregenz (AUT) > Rheinfelden – 225 km

Risultati
| Pos. | Corridore       | Squadra      | Tempo    |
| ---- | --------------- | ------------ | -------- |
| 1    | Rino Benedetti  | Tigra        | 6h24'35" |
| 2    | Marcel Janssens | Elvé-Peugeot | s.t.     |
| 3    | Désiré Keteleer | Carpano      | s.t.     |

### 3ª tappa
- 13 giugno: Rheinfelden > Soletta – Cronometro individuale – 82 km

Risultati
| Pos. | Corridore        | Squadra | Tempo    |
| ---- | ---------------- | ------- | -------- |
| 1    | Pasquale Fornara | Cilo    | 1h50'33" |
| 2    | Rolf Graf        | Tigra   | a 15"    |
| 3    | Nino Defilippis  | Carpano | a 1'24"  |

### 4ª tappa
- 14 giugno: Soletta > Berna –  234 km

Risultati
| Pos. | Corridore       | Squadra      | Tempo    |
| ---- | --------------- | ------------ | -------- |
| 1    | Rino Benedetti  | Tigra        | 6h13'29" |
| 2    | Edgar Sorgeloos | Elvé-Peugeot | s.t.     |
| 3    | Hans Junkermann | Feru-Hag     | s.t.     |

### 5ª tappa
- 15 giugno: Berna > Sierre – 202 km

Risultati
| Pos. | Corridore       | Squadra        | Tempo    |
| ---- | --------------- | -------------- | -------- |
| 1    | Désiré Keteleer | Carpano        | 5h09'32" |
| 2    | Nino Catalano   | Tigra          | s.t.     |
| 3    | Giorgio Menini  | San Pellegrino | s.t.     |

### 6ª tappa
- 16 giugno: Sierre > Lugano – 185 km

Risultati
| # | Corridore        | Squadra | Tempo    |
| - | ---------------- | ------- | -------- |
| 1 | Pasquale Fornara | Cilo    | 4h59'29" |
| 2 | Nino Catalano    | Tigra   | a 46"    |
| 3 | Nino Defilippis  | Carpano | a 4'43"  |

### 7ª tappa
- 17 giugno: Lugano > Klosters – 190 km

Risultati
| # | Corridore        | Squadra  | Tempo    |
| - | ---------------- | -------- | -------- |
| 1 | Hans Junkermann  | Feru-Hag | 5h44'03" |
| 2 | Pasquale Fornara | Cilo     | a 2"     |
| 3 | Nino Defilippis  | Carpano  | a 4'46"  |

### 8ª tappa
- 18 giugno: Klosters > Zurigo – 211 km

Risultati
| # | Corridore          | Squadra  | Tempo    |
| - | ------------------ | -------- | -------- |
| 1 | Peter Tiefenthaler | Feru-Hag | 5h54'40" |
| 2 | Nino Defilippis    | Carpano  | s.t.     |
| 3 | Rino Benedetti     | Tigra    | s.t.     |

## Classifiche finali

### Classifica generale
| Pos. | Corridore          | Squadra        | Tempo     |
| ---- | ------------------ | -------------- | --------- |
| 1    | Pasquale Fornara   | Cilo           | 40h39'41" |
| 2    | Hans Junkermann    | Feru-Hag       | a 7'06"   |
| 3    | Nino Catalano      | Tigra          | a 8'55"   |
| 4    | Nino Defilippis    | Carpano        | a 9'23"   |
| 5    | Désiré Keteleer    | Carpano        | a 14'38"  |
| 6    | Marcel Janssens    | Elvé-Peugeot   | a 19'08"  |
| 7    | Kurt Gimmi         | Condor         | a 25'26"  |
| 8    | Giorgio Menini     | San Pellegrino | a 36'07"  |
| 9    | Adriano De Gasperi | Cilo           | a 38'20"  |
| 10   | Ernst Traxel       | Tigra          | a 38'39"  |

### Classifica scalatori
| Pos. | Corridore        | Squadra        | Punti |
| ---- | ---------------- | -------------- | ----- |
| 1    | Nino Catalano    | Tigra          | 35    |
| 2    | Hans Junkermann  | Feru-Hag       | 31,5  |
| 3    | Pasquale Fornara | Cilo           | 26,5  |
| 4    | Giorgio Menini   | San Pellegrino | 25    |
| 5    | Nino Defilippis  | Carpano        | 19    |

### Classifica a punti
| Pos. | Corridore        | Squadra      | Punti |
| ---- | ---------------- | ------------ | ----- |
| 1    | Nino Defilippis  | Carpano      | 39    |
| 2    | Désiré Keteleer  | Carpano      | 42    |
| 3    | Hans Junkermann  | Feru-Hag     | 45    |
| 4    | Pasquale Fornara | Cilo         | 52    |
| 5    | Marcel Janssens  | Elvé-Peugeot | 56    |